# Friedrich Wilhelm Nikolaus Anton von Boeselager
Friedrich Wilhelm Nikolaus Anton von Boeselager (* 3. Dezember 1713; † 14. Juni 1782) war Dompropst im Domkapitel Münster.

## Leben

### Herkunft und Familie
Als Sohn des Freiherrn Franz Heinrich Anton von Boeselager zu Eggermühlen († 1720) und Julina Helena Christina von Ketteler zu Harkotten († 1760) entstammte Friedrich Wilhelm einer uralten westfälischen Adelsfamilie.
Seine Schwester Margaretha Agnes (Maria) war Kapitularin im Stift Nottuln. Einer seiner beiden Brüder war Domherr in Münster.

### Werdegang und Wirken
Friedrich Wilhelm wurde am 15. Juli 1732 in Münster unter Zuteilung eines Domkanonikats aufgeschworen. Als Archidiakon in Winterswijk besaß er auch die Obedienz in Buldern. Im Jahre 1753 wurde er Propst in Beckum.
Bei der Bischofswahl im Jahre 1761 hatte seine Kandidatur gute Aussichten, dennoch fiel die Wahl auf den Kölner Erzbischof Maximilian Friedrich von Königsegg-Rothenfels. Zum Dompropst wurde er am 13. August 1764 ernannt und im Jahr darauf erhielt er die Bestallung zum Präsidenten des Geheimen Rates. Neben den geistlichen Ämtern nahm er auch noch Aufgaben als Deputierter bei der Landespfennigkammer wahr.